# Mesquita Bab Berdieyinne
A Mesquita Bab Berdieyinne ou Mesquita Berdaïne (em árabe: مسجد باب البرادعين) é um edifício religioso islâmico situado no almedina de Mequinez, Marrocos, e faz parte da Cidade Histórica de Mequinez, classificada como Património Mundial pela UNESCO desde 1996.  Foi construída no século XVIII em taipa, por ordem de Khunata bent Bakkar, uma das esposas do sultão alauita Mulei Ismail, que muitos consideram ter sido o primeiro ministro dos negócios estrangeiros do sexo feminino de Marrocos. Supostamente o minarete já existia antes, datando do século XVI ou XVII e

## Desmoronamento do minarete em 2010
No dia 19 de fevereiro de 2010, às 12:45, o seu minarete colapsou durante as orações de sexta-feira, causando pelo menos 41 mortos e 75 feridos entre os 300 fiéis que ali se encontravam. Nos dias anteriores tinha chovido intensamente. O colapso de edifícios em partes antigas de cidades marroquinas é relativamente comum, mas a queda de minaretes é rara. O rei Mohammed VI ordenou que o minarete fosse reconstruído de acordo com a traça histórica original e deu ordens para que fosse verificada a estabilidade estrutural de todas as mesquitas antigas. O desmoronamento foi o mais grave do seu género que ocorrei em Marrocos, e provocou críticas à deficiente conservação da mesquita.
Muitas das vítimas ficaram soterradas debaixo dos escombros e as tentativas de resgate foram dificultadas pelos acessos muitos estreitos à mesquita e pelo risco de outros desmoronamento. As fortes chuvadas, apontadas pelas autoridades como a causa do acidente, já causado inundações que provocaram vários mortos, destruíram estradas e colheitas. O colapso ocorreu quando o imã ia começar o seu sermão. O sermão deveria incluir orações fúnebres e um cadáver estava na mesquita. Diz-se que certa altura havia cerca de 80 pessoas soterradas, que foram resgatadas usando pás e as próprias mãos. Os feridos ligeiros foram tratados em hospitais de Mequinez, sendo os casos mais graves enviados para Fez. 17 dos 75 feridos ficaram hospitalizados durante muito tempo.